# Lament (альбом Lacrimosa)
| Оценки критиков | Оценки критиков |
| Источник        | Оценка          |
| --------------- | --------------- |
| Sonic Seducer   | без оценки      |

Lament — пятнадцатый студийный альбом швейцарской готик-метал-группы Lacrimosa. Его релиз состоялся на лейбле Hall of Sermon 7 марта 2025 года. В преддверии альбома было выпущено три сингла: «Avalon», «Du bist alles was ich will» и «Dark is the Night». Альбом является завершающей частью трилогии, в которую входят две предыдущие полноформатные работы группы: Testimonium и Leidenschaft.

## История
По замыслу участников группы, Lament представляет собой дальнейшее развитие тем смерти, утраты и душевной боли, которым посвящён весь цикл альбомов, начиная с релиза Testimonium. В альбоме Leidenschaft к ним добавились страсть, желание, удовольствие и отчаяние.
Анонс завершающей части цикла произошёл в октябре 2024 года, а 1 и 3 ноября группа выпустила «Avalon» — первый сингл с нового альбома и клип на него. Позднее в журнале Sonic Seducer вышла эксклюзивная версия песни.
Второй сингл — «Du bist alles was ich will» — был представлен 20 декабря того же года. Тогда же стало известно, что альбом в целом получил название Lament и будет выпущен 7 марта 2025 года. По случаю релиза группа запланировала на март четыре особых мероприятия: по одному в Гамбурге, Оберхаузене, Глаухау и Берлине. Они будут включать акустическую программу, а также сессию вопросов и ответов с музыкантами.
Третий сингл — «Dark is the Night» — стал доступен 21 февраля 2025 года, а неделю спустя было опубликовано видео с текстом песни.

## Список композиций
| №                   | Название                     | Длительность |
| ------------------- | ---------------------------- | ------------ |
| 1.                  | «Lament»                     | 9:32         |
| 2.                  | «Ein Sturm zieht auf»        | 7:30         |
| 3.                  | «Ein langer Weg»             | 7:34         |
| 4.                  | «Du bist alles was ich will» | 5:42         |
| 5.                  | «Avalon»                     | 8:11         |
| 6.                  | «Geliebtes Monster»          | 5:54         |
| 7.                  | «Dark is the Night»          | 5:05         |
| 8.                  | «Punk & Pomerol»             | 5:21         |
| 9.                  | «In einem anderen Leben»     | 5:34         |
| 10.                 | «Memoria»                    | 7:03         |
| Общая длительность: | Общая длительность:          | 67:26        |

## Места вхит-парадах
| Чарт (2025)                                          | Место |
| ---------------------------------------------------- | ----- |
| Offizielle Deutsche Charts, Top-100 Albums, Германия | 7     |

## Участники записи
Lacrimosa
- Тило Вольфф (нем. Tilo Wolff) — вокал
- Анне Нурми (фин. Anne Nurmi) — вокал, клавишные